# Battle Hymns MMXI
Battle Hymns MMXI (Battle Hymns 2011, engl. für: Schlachthymnen 2011) ist das elfte Studioalbum der US-amerikanischen True-Metal-Band Manowar und wurde am 26. November zuerst als Download, am 3. Dezember 2010 erstmals auch auf CD veröffentlicht. Das Album ist eine Neueinspielung des 1982 veröffentlichten Debütalbums Battle Hymns.

## Entstehung
Trotz des erstmals für 2009 angekündigten und erst 2012 erschienenen nächsten neuen Albums wurde eine Neuaufnahme des Debütalbums vorgezogen. Joey DeMaio äußerte sich bereits frühzeitig nach der Ankündigung in einem YouTube-Video zu den Gründen für eine Neuaufnahme, da bereits kurz nach Ankündigung des Albums erste Kritik an der Neuaufnahme laut wurde. Joeys Angaben nach hätte ein Album wie Battle Hymns es verdient, mit neuen Technologien, die 1982 noch nicht verfügbar waren, aufgenommen zu werden. Das Album sollte nicht besser werden, sondern anders, außerdem hätten angeblich viele Fans sich eine Neuaufnahme gewünscht. Der gesprochene Teil in Dark Avenger, der im Original von Orson Welles stammte, wurde vom Schauspieler Christopher Lee gesprochen. Ebenso wie bei Battle Hymns wurde das Schlagzeug bei der Neuaufnahme von Donnie Hamzik eingespielt.

## Musikstil
Durch DeMaios Produktion ist die Neueinspielung bombastischer und weniger druckvoll als das Original. Eric Adams arbeitete auf dem Album nicht mehr „mit seinen unglaublich hohen, dennoch sehr brutalen Screams“ und setzte stattdessen „auf tiefere Regionen“. Das Schlagzeug hat, wie auch auf anderen neueren Manowar-Veröffentlichungen, einen synthetischen Klang.
Eine weitere klangliche Abweichung vom Original besteht darin, dass die Songs in der Neuauflage einen Ganzton tiefer eingespielt wurden, was vermutlich vor dem Hintergrund der altersbedingten Stimmentwicklung des Sängers zu verstehen ist.

## Titelliste
1. Death Tone (Ross the Boss, Joey DeMaio) – 5:56
2. Metal Daze (Joey DeMaio) – 4:32
3. Fast Taker (Ross the Boss, Joey DeMaio) – 4:06
4. Shell Shock (Ross the Boss, Joey DeMaio) – 4:12
5. Manowar (Ross the Boss, Joey DeMaio) – 4:00
6. Dark Avenger (Ross the Boss, Joey DeMaio) – 6:23
7. William’s Tale (DeMaio, Gioachino Rossini) – 1:51
8. Battle Hymn (Ross the Boss, Joey DeMaio) – 9:22
9. Fast Taker Live 1982 (Bonustrack) – 3:54
10. Death Tone Live 1982 (Bonustrack) – 4:57[6]

## Kritiken
Als unverständlich wurde die Entscheidung aufgefasst, die Jahreszahl 2011 in den Titel zu übernehmen, das Album jedoch 2010 zu veröffentlichen, und nicht auf das 30-jährige Jubiläum der Band im Jahr 2012 zu warten; bemängelt wurde auch die Qualität der Live-Aufnahmen am Ende des Albums.
Reinhold Reither von Stormbringer bezeichnete Battle Hymns und die drei folgenden Manowar-Alben als solche, die „für die Ewigkeit geschaffen worden“ seien. Solche hätten „ihren ureigene[n], ihren ganz speziellen Charme, den man nie wieder so authentisch, so einzigartig wird reproduzieren können“. Dennoch schrieb er, die Band habe „mit einer Neueinspielung ihres Debütalbums aus dem Jahr 1982 wenig bis gar nichts falsch machen“ können. Er lobte den „um Welten bessere[n]“, druckvolleren Klang gegenüber dem Original. Die Band habe ihr bestes Album seit Kings of Metal aufgenommen. Zosse von Gestromt.de bezeichnete Adams’ Gesang als „nicht mehr so jugendlich und griffig wie damals, sondern rauer und gereifter, man will ja aber bei einer Neueinspielung keine 1:1-Adaption, bzw. Kopie, sondern einen Status Quo der Neuzeit“. Die Band liefere ein Battle Hymns „nicht nur […] mit aktuellstem Stand der Technik, sondern auch auf dem aktuellen Stand ihrer Fertigkeiten. Eine runde Sache, die man sich von so manchem Künstler älteren Jahrgangs wünschen würde“.
Clement von Allschools Network bemängelte das Fehlen Friedmans, der neben DeMaio Hauptverantwortlicher für die Komposition gewesen war. Ebenso bemängelte er die „typisch de Maio’sche Klangverunstaltung“: „Viel zu sehr hau drauf als filigran, viel zu sehr Bombast als wirklich Druck“. Das Album klinge „daher viel zu dick aufgetragen und zu künstlich“. Von der „rockig bissige[n] Wut“, die auf dem Debüt „perfekt in Szene gesetzt“ worden sei, sei „leider überhaupt nichts mehr übrig geblieben“, sodass Klassiker wie Metal Daze, Shell Shock und Manowar „wie zahnlose Tiger klingen, die einen erdrücken, aber nicht die Rübe abbeißen können“. Adams, der nach wie vor einer der besten Metal-Sänger sei, könne „seinem Niveau von 1982 kaum noch das Wasser reichen“. Indem er, statt „mit seinen unglaublich hohen, dennoch sehr brutalen Screams zu arbeiten, […] auf tiefere Regionen“ setze, zeige er, „dass er stimmlich dem Original nicht mehr folgen kann“. Positiv bewertete er jedoch die Einspielung mit Donnie Hamzik, das überarbeitete Cover und das Beiheft. Laut Götz Kühnemund vom Rock Hard klingt die Neueinspielung „besser als erwartet, obwohl Karl Logan nicht das Feeling von Ross The Boss besitzt und Eric Adams inzwischen leider gesanglich das Alter anzumerken ist“. Der synthetische Klang des Schlagzeugs bei Manowar sei inzwischen bekannt, er sorge „aber zumindest dafür, dass die Platte ordentlich ballert und so den Hörgewohnheiten der neuen MANOWAR-Fans vermutlich entgegenkommt“. Er selbst brauche diese Neuauflage, die er als „reine Geldmacherei“ ansehe, nicht, und lege „lieber das Original auf – das aber immer wieder gerne“.